# The Summer Hikaru Died
The Summer Hikaru Died (光が死んだ夏, Hikaru ga Shinda Natsu) is een mangareeks geschreven en geïllustreerd door Mokumokuren. De serie werd vanaf 31 augustus 2021 gepubliceerd op de website van Young Ace Up. Het verhaal draait rond Yoshiki Tsujinaka, een tiener die op het platteland woont. Hij ontdekt dat zijn beste vriend Hikaru Indo bezeten is door een mysterieus wezen. 
De Japanese titel heeft een dubbele betekenis: Hikaru (光) is japans voor licht en de titel kan dus ook gelezen worden als "De zomer toen het licht dood ging."

## Verhaal
Yoshiki Tsujinaka en Hikaru Indo zijn twee tieners die in een klein japans dorpje wonen. Al zijn de twee verschillend van elkaar, blijven ze goede vrienden. Op een winterdag raakt Hikaru zeer ernstige gewond tijdens het wandelen in de bergen. Juist voor hij dood gaat komt een mysterieus wezen hem toevallig tegen. Het wezen consumeert hem en zijn gedaante veranderend naar die van Hikaru. Deze "Hikaru" heeft dezelfde gevoelens en herenigingen als de originele, maar is toch niet dezelfde persoon, wat Yoshiki snel opmerkt. Yoshiki wilt nog steeds blijven bij deze "Hikaru," maar andere onbekende wezens, samen met mensen die jagen op deze mysterieuze wezens, maken het moeilijk.

## Personages
Hikaru Indo (忌堂 光, Indō Hikaru)
stemacteur: Shūichirō Umeda
Yoshiki Tsujinaka (辻中 佳紀, Tsujinaka Yoshiki)
stemacteur: Chiaki Kobayashi
Asako Yamagishi (山岸朝子, Yamagishi Asako)
stemacteur: Yumiri Hanamori
Rie Kurebayashi (暮林理恵, Kurebayashi Rie)
stemacteur:  Wakana Kowaka
Tanaka (田中)
stemacteur: Chikahiro Kobayashi
Yūta Maki (巻ゆうた, Maki Yūta)
stemacteur: Yoshiki Nakajima
Yuki Tadokoro (田所結希, Tadokoro Yuki)
stemacteur: Shion Wakayama

## Ontwikkeling
Mokumokuren bedacht het concept van de reeks tijdens het studeren voor de toelatingsexamens voor een middelbare school. Na het afstuderen begon Mokumokuren in januari 2021 tekeningen te posten op Twitter. Later nam Young Ace Up contact op met Mokumokuren voor het publiceren van de manga.
Mokumokuren probeerde de horrorelementen tot een minimum te houden en zich eerder richten tot de emoties van de mensen. Als basis van het verhaal maakte Mokumokuren gebruik van de emotietheorie van Schachter, met name de Misattribution of arousal. Volgens deze theorie wordt je sneller verliefd als je gespannen of bang bent. Wat de illustraties betreft, probeert Mokumokuren onomatopeeën te gebruiken die niet vaak worden gebruikt maar probeert ook voorzichtig te zijn zodat ze passen binnen het verhaal.
Mokumokuren gebruikte het dorp van diens grootmoeder als basis. Mokumokuren wou dat de personages een kenmerkend dialect hadden, en zocht naar een dialect dat enigszins verschillend is dan het Kansai-dialect. Mokumokuren besloot dat het verhaal zich zou afspelen in het berggebied van Tokai. De manga speelt zich af in een fictief dorpje tussen de bergen in de prefectuur Mie, en sommige personages spreken in het Mie-dialect.

## Bewerkingen

### Roman
Een romanadaptatie van de manga die geschreven is door Mio Nukaga werd gepubliceerd door Kadokawa op 4 december 2023.

### Anime
Een animeadaptatie werd aangekondigd op 24 mei 2024. De serie is geregisseerd door Ryōhei Takeshita en geanimeerd door de Japanse animatiestudio CygamesPictures. De eerste aflevering is in première gegaan op 6 juli 2025 op Nippon TV. In japan wordt de serie gratis gestreamd op Abema. Internationaal wordt de serie gestreamd op Netflix.